# Siamés (banda)
Siamés (estilizado em letras maiúsculas ou como SIAMÉƧ) é uma banda de electropop rock argentina fundada em 2013 por Guillermo "Stoltz" Stölzing como vocalista e guitarrista e Juan Manuel "Blakk" Kokollo como tecladista e sintetizador. Membros adicionais da banda foram incluídos durante a produção de seu primeiro álbum, incluindo Barbie Williams (vocalista), Gonzo Rooster (guitarrista), Tish Planes (vocalista), Lucas "Gato" Hernández (baterista), Hutter Von Fonk (baixista) e Walter C. (guitarrista).

## História

### 2013-2019: Formação eBounce Into The Music
Stoltz e Blakk começaram a trabalhar juntos com música em 2013, após se conhecerem em uma festa no clube Roxy em Buenos Aires. A dupla tocava no local para uma festa chamada Roxtar, com Stoltz tocando como membro de sua antiga banda MoodyMan, e Blakk atuando como programador de outras bandas. A dupla começou a fazer canções em inglês, apesar de sua formação em espanhol.
Em 2015, os dois começaram a levar sua música "mais a sério", na mesma época em que o MoodyMan se separou. Eles primeiro montaram a canção "As You Get High" e então rapidamente produziram mais dez músicas que acabaram sendo compiladas no primeiro álbum da banda, Bounce Into The Music, lançado em agosto de 2016.
Depois de tocar em vários shows e como bandas de abertura para bandas como The B-52's e The Magic Numbers, os dois criadores decidiram em 2015 arriscar e desenvolver "o primeiro videoclipe de anime da Argentina". Eles contrataram um produtor, Guillermo Porro, a Rudo Company como artistas, e um diretor, Fernando Suniga, para fazer o vídeo. O primeiro single do álbum, intitulado "The Wolf", foi lançado junto com o videoclipe animado da música e, desde então, ele acumulou mais de 140 milhões de visualizações no YouTube até dezembro de 2021. Eles atribuem o estilo sincopado da música com vídeo e refrão ao estilo do cineasta francês Michel Gondry.

### 2019-2020: "Summer Nights" eHome
Em junho de 2019, Siamés, agora também com Barbie Williams, lançou "Summer Nights" como o primeiro single e videoclipe para promover seu novo álbum, Mother Robot. Em novembro, foi lançado mais dois singles promocionais, "No Lullaby" e "I Can't Wait", e o novo álbum foi rebatizado para Home. Dois meses depois, Siamés lançou "Easier" e "Young & Restless". Em 13 de março de 2020, a banda oficialmente lançou Home. A inspiração para o álbum foi baseada na ideia de que as pessoas querem lutar por seus sonhos e amar as coisas nas quais estão interessadas, ao mesmo tempo em que combatem a escuridão em suas vidas e seu desejo de esperança.

## Membros da banda

### Membros atuais
- Guillermo Stöltzing –  vocais, composição, arte gráfica (2013-presente)[10]
- Mr. Blakk – composição, produção, piano  (2013-presente)[10]
- Gonzo Rooster – composição, baixo, guitarra (2013-presente)[10]
- Tish Planes – vocais (2016-presente)
- Walter C – guitarra (2016-presente)
- Lucas "Gato" Hernandez – bateria (2016-presente)
- Hutter Von Fonk – baixo (2016-presente)
- Barbie Williams – vocais (2019-presente)

## Turnês
A banda realizou sua primeira turnê pelos Estados Unidos em janeiro e fevereiro de 2020, com uma parada adicional na Cidade do México.

## Prêmios e homenagens
Uma competição musical realizada em dezembro de 2016 chamada True Sounds e organizada pela Ballantine's foi vencida pela Siamés entre 270 bandas independentes.